# Coronigoniella yara
Coronigoniella yara är en insektsart som beskrevs av Young 1977. Coronigoniella yara ingår i släktet Coronigoniella och familjen dvärgstritar. Inga underarter finns listade i Catalogue of Life.